# Revigny
Revigny és un municipi francès situat al departament del Jura i a la regió de Borgonya - Franc Comtat. L'any 2007 tenia 263 habitants.

## Demografia

### Població
El 2007 la població de fet de Revigny era de 263 persones. Hi havia 112 famílies de les quals 40 eren unipersonals (20 homes vivint sols i 20 dones vivint soles), 36 parelles sense fills i 36 parelles amb fills.
La població ha evolucionat segons el següent gràfic:
Habitants censats

### Habitatges
El 2007 hi havia 129 habitatges, 117 eren l'habitatge principal de la família, 5 eren segones residències i 7 estaven desocupats. 120 eren cases i 9 eren apartaments. Dels 117 habitatges principals, 100 estaven ocupats pels seus propietaris, 15 estaven llogats i ocupats pels llogaters i 2 estaven cedits a títol gratuït; 8 tenien dues cambres, 20 en tenien tres, 33 en tenien quatre i 56 en tenien cinc o més. 87 habitatges disposaven pel capbaix d'una plaça de pàrquing. A 51 habitatges hi havia un automòbil i a 47 n'hi havia dos o més.

### Piràmide de població
La piràmide de població per edats i sexe el 2009 era:
| Homes | Edats   | Dones |
| ----- | ------- | ----- |
| 0     | 95 o +  | 0     |
| 0     | 90 a 94 | 0     |
| 4     | 85 a 89 | 0     |
| 0     | 80 a 84 | 8     |
| 0     | 75 a 79 | 0     |
| 4     | 70 a 74 | 12    |
| 12    | 65 a 69 | 16    |
| 0     | 60 a 64 | 4     |
| 8     | 55 a 59 | 8     |
| 12    | 50 a 54 | 8     |
| 8     | 45 a 49 | 4     |
| 4     | 40 a 44 | 4     |
| 24    | 35 a 39 | 8     |
| 8     | 30 a 34 | 16    |
| 8     | 25 a 29 | 12    |
| 8     | 20 a 24 | 4     |
| 4     | 15 a 19 | 8     |
| 4     | 10 a 14 | 8     |
| 8     | 5 a 9   | 20    |
| 4     | 0 a 4   | 4     |

## Economia
El 2007 la població en edat de treballar era de 177 persones, 137 eren actives i 40 eren inactives. De les 137 persones actives 124 estaven ocupades (67 homes i 57 dones) i 13 estaven aturades (5 homes i 8 dones). De les 40 persones inactives 16 estaven jubilades, 15 estaven estudiant i 9 estaven classificades com a «altres inactius».

### Ingressos
El 2009 a Revigny hi havia 120 unitats fiscals que integraven 272,5 persones, la mediana anual d'ingressos fiscals per persona era de 18.632 €.

### Activitats econòmiques
Dels 10 establiments que hi havia el 2007, 2 eren d'empreses de fabricació d'altres productes industrials, 5 d'empreses de construcció, 2 d'empreses de comerç i reparació d'automòbils i 1 d'una entitat de l'administració pública.
Dels 5 establiments de servei als particulars que hi havia el 2009, 1 era un paleta, 1 lampisteria i 3 electricistes.
L'any 2000 a Revigny hi havia 3 explotacions agrícoles.

## Poblacions més properes
El següent diagrama mostra les poblacions més properes.